# Pedro Telémaco
Pedro Telémaco (13 de octubre de 1968, San Juan, Puerto Rico) es un actor puertorriqueño.

## Biografía
Inicia su carrera en el año 1988 con Cuqui: Una mujer como tú. En el año 1989 participa en la película Cat chaser, donde interpretó a un dependiente. Durante más de una década no participa en ninguna producción hasta vuelve con Dos policías rebeldes II como 'El Cubano'. 
Ese mismo año participa en Bala perdida como Safio. En el 2006 participa en Las dos caras de Ana como el Doctor. Ese mismo año participa en El cimarrón y Olvidarte jamás. En el 2008 participa en Che, el argentino y en La mala.
En el 2009 participa en Secretos en el paraíso. En el 2010 participa en El clon como Osvaldo Medina. Ese mismo año participa en Aurora. En el 2011 participa en RPM Miami como Manny Peña. En el 2012 participa en Corazón valiente como el Inspector Marshall, que apareció los primeros capítulos. En el 2013 participa en Santa diabla como Lázaro Illianes junto a Gaby Espino, Aarón Díaz, Ximena Duque y Carlos Ponce.

## Filmografía

### Telenovelas
- Demente criminal (2014) - Eduardo Ruíz
- Santa diabla (2013) - Lázaro Illianes
- Corazón valiente (2012) - Inspector Marshall
- Aurora (2010) - Tomás Vallejo
- El Clon (2010) - Osvaldo Medina
- Olvidarte jamás (2006) - Policía
- Las dos caras de Ana (2006) - Doctor
- Me muero por ti (1999) - Vicente
- Cuqui: Una mujer como tú (1988)

### Películas
- Secretos en el paraíso (2009) - Sam
- La mala (2008) - Jabao
- Che, el argentino (2008) - Eligio Mendoza
- El cimarrón (2006)
- Bala perdida (2003) - Safio
- Dos policías rebeldes II (2003) - 'El Cubano'
- Cat chaser, de Abel Ferrara (1989) - Dependiente

### Series
- Tómame o déjame (2015) - Francisco
- Escándalos (2015) - Ramón José "R.J" Sánchez / William Costas
- RPM Miami (2011) - Manny Peña